# Bulbophyllum dacruzii
Bulbophyllum dacruzii är en orkidéart som beskrevs av Marcos Antonio Campacci. Bulbophyllum dacruzii ingår i släktet Bulbophyllum och familjen orkidéer. Inga underarter finns listade i Catalogue of Life.